# Camarilha de Anhui
A camarilha de Anhui (chinês: 军阀 皖系, pinyin: Wǎn Xi Jun Fa), às vezes conhecida como camarilha de Anfu foi uma das camarilhas ou facções militares rivais que surgiram da desagregação do Exército de Beiyang durante a Época dos senhores da guerra em começos do século XX na China da Dinastía Qing. Deve seu nome não à província de Anhui, de onde eram originários vários dos generais que a formaram, incluindo seu fundador, Duan Qirui, senão à rua de Pequim onde tinha sua sede. Alguns a consideram a herdeira política da rede de oficiais do exército que Li Hongzhang, também nascido em Anhui, criou depois da Rebelião Taiping. Como a camarilha de Anhui organizou-se muito cedo depois da morte de Yuan Shikai, era mais sofisticada politicamente que seus rivais.

## Criação e apogeu

Territórios da Camarilha de Anhui em 1917.

Com o apoio do Japão e graças à exclusão da tentativa de restauração da dinastía Qing, a camarilha converteu-se na facção mais poderosa da China entre 1916 e 1920. Manteve uma coexistencia complicada com as camarilhas rivais de Zhili e Fengtian, com as quais compartilhava o controle do governo de Beiyang.
Durante a Primeira Guerra Mundial a camarilha advogou pela entrada do país na guerra, utilizando-a como desculpa para aumentar suas formações militares e, depois de ver recusadas suas petições de créditos pelos Estados Unidos e Grã-Bretanha, conseguiu vários do Japão, com quem assinou um acordo defensivo em 16 de maio de 1918. Um acordo militar forneceu grande quantidade de armamento a Duan. Em 1º de outubro de 1918, o embaixador japonês anunciou a concessão dos empréstimos Nishihara, 245 milhões de ienes concedidos à China com o aval dos ferrovias na Mongólia e Manchúria e vários impostos importantes. Graças ao armamento e aos créditos japoneses o território controlado pela camarilha estendeu-se, passando a controlar as províncias do noroeste, postas sob o controle de Xu Shuzheng. Sua política pró-japonesa, no entanto, não era popular.
No verão de 1918, durante as eleições parlamentares que deviam renovar o parlamento eleito em 1913, a camarilha conseguiu um amplo controle do novo parlamento. Das 17 províncias que enviaram delegados ao novo parlamento, 13 se aliaram a Duan Qirui e 11 se uniram ao Clube Anhui, partido político de Duan. Os deputados tinham sido eleitos sob o controle dos senhores da guerra provinciais e representavam seus interesses na capital. As delegações das regiões especiais também estavam controladas pela camarilha. Ao todo, dos 470 deputados, o Clube contava com 342.
Durante a guerra de Proteção da Constituição advogou pela linha dura, defendendo a conquista das províncias rebeldes do sul, na contramão da postura da clique de Zhili. Estes consideravam que a invasão das províncias do sul só reforçaria a posição da clique de Anhui, que entregariam as províncias retomadas a seus partidários, enquanto a solução negociada privar-lhes-ia de controlar as províncias meridionais, impedindo um crescimento perigoso de seu poder.
O Movimento de Quatro de Maio de 1919 debilitou sua influência pública por sua conhecida proximidade com o Japão e finalmente conduziu à guerra Zhili-Anhui em 1920, na que a clique de Anhui foi derrotada na contramão dos prognósticos. A impopularidade da política pró-japonesa de Duan e a insatisfação das classes médias pelo resultado do Tratado de Versalles que entregava as concessões alemãs ao Japão em vez de devolvidas à soberania chinesa foram habilmente exploradas por seus adversários de Zhili.

## Decadência
Duan demitido, sua principal força militar (o Exército de Defesa da Fronteira, antigo Exército de Participação na Guerra) foi dissolvido, bem como seu partido no parlamento (o "clube Anfu") e a camarilha ficou sem um líder militar nacional durante os quatro anos seguintes, sendo suas províncias tomadas uma por uma pela camarilha de Zhili, operação completada no verão de 1924. Shandong foi a exceção: Zhili entregou-a a um general de Anhui em 1923, com a condição de que permanecesse neutra nas disputas entre facções militares. Zheng Shiqi governou-a até 1925, quando a transferiu a Zhang Zongchang, da camarilha de Fengtian por acordo entre esta e Duan, aliados na contramão da clique de Zhili.
Depois do golpe de Pequim, os vencedores da Segunda Guerra Zhili-Fengtian, Feng Yuxiang e Zhang Zuolin, entregaram a presidência do governo a Duan para dirigir um gabinete provisório como compromisso entre os dois caudillos. Na falta de um poder militar de destaque, Duan e seus seguidores limitaram-se a tratar de enfrentar Feng e Zhang. Finalmente Duan foi destituído e os restos de seus seguidores uniram-se à camarilha de Fengtian.

## Estrutura

### O clube Anhui
A camarilha tinha uma facção política conhecida como o "Clube Anfu" (ou "Clube Anhui", literalmente, "O Clube da Paz e a Felicidade", um jogo de palavras usando os caracteres de Anhui e Fujian), que estava formada por políticos que se uniram a Duan. Formado em 7 de março de 1918 por Xu Shuzheng e Wang Yitang, apresentou-se às eleições ao parlamento do norte e ganhou três quartas partes das cadeiras, graças sobretudo a que a camarilha comprou os votos. Eram um grupo muito disciplinado criado para impulsionar os objetivos políticos de Duan através de meios legais, como a eleição de Xu Shichang como presidente da República da China.
Os deputados do Clube mantinham a disciplina do partido como método de controlar as nomeações a cargos e sinecuras que lhes proporcionassem rendimentos, já que os habituais subornos ficavam fora de seu alcance ao não ter liberdade de voto. Seus fundos, além de pagar aos deputados, destinavam-se a subvencionar periódicos favoráveis. O partido financiou ademais com fundos transferidos ilegalmente pelos ministros de finanças aliados dos empréstimos japoneses para a participação na guerra mundial, o comércio do ópio, a exportação de arroz ao Japão desde províncias com escassez dele ou a apropriação de fundos das principais ferrovias do país.
O Clube controlou o parlamento até sua derrota em 1920. Desapareceu dissolvido após a derrota na Guerra Zhili-Anhui, quando a Assembléia Nacional se dissolveu.

### A nova camarilha de Comunicações
Sua seção financeira formou a chamada "Nova Camarilha de Comunicações" (1916-1919), dirigida por Cao Rulin. Era a rival da "Velha Camarilha de Comunicações" de Liang Shiyi. A conduta de Cao durante a Conferência de Paz de Paris desencadeou o Movimento de Quatro de Maio e sua destituição. Aliada do Clube Anfu, este solicitou sua dissolução formal, a qual se efetuou ao mesmo tempo que seus membros formavam uma nova organização com um nome diferente.

### A seção militar
A principal força militar ao serviço de Duan e de sua camarilha de partidários era o Exército de Participação na Guerra, formado teoricamente para a participação da China na Primeira Guerra Mundial e criado graças à concessão de empréstimos por parte do Japão, que se usaram para criar esta unidade em realidade controlada por Duan e a seu serviço.

## Veja-se também
- Duan Qirui
- Xu Shichang
- Feng Guozhang
- Era dos senhores da guerra da China (1916-1928)
- Zhang Zuolin
- Wu Peifu
- Camarilha de Zhili
- Exército de Beiyang
- Yuan Shikai
- Guerra Zhili-Anhui